# John Nelson (botánico)
John Nelson ( 1830[cita requerida] - 1882[cita requerida] ) fue un botánico inglés, habiendo realizado nuemrosas identificaciones y clasificaciones de nuevas especies de las familias Cupressaceae, Gnetaceae, Pinaceae, Taxodiaceae.
- La abreviatura «J.Nelson» se emplea para indicar a John Nelson como autoridad en la descripción y clasificación científica de los vegetales.[2]